# Кислицкое
Кислицкое (укр. Кислицьке) — село на Украине, находится в Томашпольском районе Винницкой области.
Код КОАТУУ — 0523981901. Население по переписи 2001 года составляет 759 человек. Почтовый индекс — 24226. Телефонный код — 4348.
Занимает площадь 2,08 км².

## Религия
В селе действует Параскевинский храм Томашпольского благочиния Могилёв-Подольской епархии Украинской православной церкви.

## Адрес местного совета
24226, Винницкая область, Томашпольский р-н, с. Кислицкое, ул. Комсомольская, 87